# District d'Eferding
Pour la ville, voir Eferding.
Le district d'Eferding est une subdivision territoriale du Land de Haute-Autriche en Autriche.

## Géographie

### Lieux administratifs voisins
|  |  |  |
|  |  |  |
|  |  |  |

## Communes
Le district d'Eferding est subdivisé en 12 communes :
- Alkoven
- Aschach an der Donau
- Eferding
- Fraham
- Haibach ob der Donau
- Hartkirchen
- Hinzenbach
- Prambachkirchen
- Pupping
- Scharten
- Sankt Marienkirchen an der Polsenz
- Stroheim